# Oriente Foot-Ball Club
O Oriente Foot-Ball Club foi um clube brasileiro de futebol, da cidade de Fortaleza, capital do estado de Ceará. Deixou de existir em 1932.

## Participações no Campeonato Cearense da Primeira Divisão
| Ano  | Posição |
| 1931 | 5º      |